# Dušan Jovanović
Dušan Jovanović, slovenski dramatik, režiser, esejist srbskega rodu, *1. oktober 1939, Beograd, † 31. december 2020, Ljubljana.

## Življenje
Rodil se je Emiliji in Ljubomirju Jovanoviću. Oče (rojen 1912) je bil skupaj z bratom dvojčkom Svetozarjem, starejšima sestrama Zoro in Darinko ter bratom Dušanom iz družine zakoncev Riste Jovanovića, Srba iz vasi Skulanovo pri Lipljanu na Kosovu, in Ane Hrisafidu, Grkinje iz Aten. Njegova mati Emilija (rojena 1911; hrvaško-nemškega rodu), pa je bila hči Ferdinanda iz Osijeka in Marije Zelenko.
Drugo svetovno vojno je pretežno prebil pri babici Ani. Njegova starša sta se ločila leta 1945, ko je bil star 6 let. Po ločitvi se je oče Ljubomir poročil s Slovenko in se s sinom leta 1953 preselil v Ljubljano, mama pa je ostala v Beogradu. Oče se je v Sloveniji še dvakrat poročil in ločil. Dušan ima dve polsestri.
V Ljubljani je na Filozofski fakulteti študiral angleščino in francoščino in v začetku šestdesetih let diplomiral. Nato je študiral režijo na Akademiji za gledališče, radio, film in televizijo. Konec šestdesetih let je bil eden od ustanoviteljev in direktor Gledališča Pupilije Ferkeverk, v okviru katerega je bila uprizorjena kultna predstava Pupilija, papa Pupilo pa Pupilčki. Predstava je eksperiment možnosti in meja gledališča, novo oblikovanje razmerja med besedilom in uprizoritvijo. V začetku sedemdesetih let je bil soustanovitelj in direktor Eksperimentalnega gledališča Glej, 1978 do 1985 pa je zasedal položaj umetniškega vodje Slovenskega mladinskega gledališča in v tej vlogi odločilno prispeval k razširitvi njegovega repertoarja na tudi na odraslo publiko in posledično njegovo širšo uveljavitev. 
Na Akademiji za gledališče, radio, film in televizijo je od leta 1989 dalje predaval gledališko režijo, od sredine 90. let kot redni profesor in mdr. vodil katedro za gledališko in radijsko režijo. Vodil je tudi delavnice dramskega pisanja na Filozofski fakulteti v Ljubljani in gledaliških festivalih, svoje pedagoške metode pa je strnil v priročniku Dramsko pisanje (2015). V življenju je režiral skoraj sto (preko 90) predstav. V letih 2005-08 je predsedoval upravnemu odboru Prešernovega sklada.
Iz prvega zakona z Vido Zei je imel sina, lutkarja in režiserja Sašo Jovanovića, iz drugega z igralko Mileno Zupančič pa hčer Mašo Jovanović.

## Dramski opus
Dramski opus avtorja sestavlja družbenokritična dramatika, drama absurda, ludistična, ironična dramatika ter intimne drame.
Družbenokritična dramatika obravnava probleme družbe, oblasti in vojne. V to skupino spada drama Osvoboditev Skopja, ki pripoveduje o koncu druge svetovne vojne skozi perspektivo šestletnega dečka. Kaos in vojno zmedo prikazuje tudi jezik drame, ki ga dramski pripovedovalec označi za slovensko-makedonsko-srbsko spakedranščino. Sem sodijo tudi Karamazovi. Drama prikazuje uničujoče posledice vojnega in povojnega (ideološkega) nasilja na družino. V simbolnem smislu je drama pripoved o tem, da se svet iz drobcev, na katere se je razletel, nikoli več ne da sestaviti, in v tem smislu je nadaljevanje Osvoboditev Skopja. V to skupino uvrščamo tudi Balkanska trilogija, ki jo sestavljajo drame Antigona, Uganka korajže, Kdo to poje Sizifa. Trilogija prinaša avtorjevo reakcijo na tragična vojna dogajanja na ozemlju Jugoslavije. Vse tri drame so s preigravanjem klasičnih dramskih modelov, s prevzemanjem že obstoječih motivov, ki gradijo novo pomensko celoto, in z vračanjem k mitu, ki pa ne more razrešiti dilem sodobnega človeka, zavezane poetiki postmodernizma.
Absurdno, ludistično, ironično dramatiko predstavljata drami Znamke, nakar še Emilija ter Norci. Prva je sestavljena iz mešanice različnih, ne le literarnih žanrov, celotna drama pa je absurdno-parodična igra. Gre za model igre v igri, v katerem prihaja do nenehnih novih situacij, nobena od dramskih oseb pa nima ene same vloge. Drama Norci povezuje značilnosti drame absurda s satiro in parodijo, pomemben element teksta je ludizem. Drama je tudi družbenokritična, saj se na izrazito parodičen način dotika ideološkega temelja revolucije.
Intimni drami sta Zid, jezero in Eksibicionist. Obe sta nastali na podlagi časopisnih novic. Prva prikazuje zakonca Lidijo in Rudija, ki ne zmoreta več skupnega življenja, zato si stanovanje pregradita na pol. Gre za simultano dogajanje v dveh prostorih. Besedilo je izpoved obeh dramskih oseb. Eksibicionist tematizira osamljenost in težave, ki jih povzročajo odtujeni medsebojni odnosi. Drama je zasnovana kot filmski scenarij in je bila najprej podpisana s psevdonimom O. J. Traven, šele tri leta po krstni uprizoritvi in dve leti po prejemu Grumove nagrade za to delo se je avtor ob knjižni izdaji dela podpisal s pravim imenom.

### Značilnosti
Janko Kos trdi, da je Jovanović v slovenski dramatiki med prvimi uresničil zamisli čistega ali skrajnega modernizma, nazadnje pa je iz njega prešel v nove, bolj realistične ali deloma postmodernistične zvrsti dramske umetnosti. Po zgledu  Eugèna Ionesca in drugih avtorjev absurdnega gledališča je na oder uvedel nelogične zgodbe, položaje in dialoge, vendar je že tu povezoval dramaturgijo absurda s satiro in parodijo, pa tudi s temami politično angažiranega gledališča. Obenem je oblike absurdnega gledališča povezoval z drugimi načini gledališkega modernizma, celo s "happeningom", ki odpravlja meje med odrom in občinstvom.

### Dramska dela
- Predstave ne bo (1963) (COBISS)
- Norci (revijalna objava 1968, knjižna izdaja 1970) (COBISS)
- Znamke, nakar še Emilija (revijalna objava 1969, knjižna izdaja 1970) (COBISS)
- Igrajte tumor v glavi in onesnaževanje zraka (revijalna objava 1971, knjižna izdaja 1972) (COBISS)
- Življenje podeželskih plejbojev po drugi svetovni vojni ali tuje hočemo, svojega ne damo (revijalna objava 1972, knjižna izdaja 1981) (COBISS)
- Avtostop (TV drama, 1973) (COBISS)
- Pogovor v maternici koroške Slovenke (prva zabeležena uprizoritev 1974)
- Žrtve mode bum bum (1975) (COBISS)
- Sobota dopoldan (TV drama, 1976) (COBISS)
- Generacije (1977) (COBISS)
- Vojaška skrivnost: zoolingvistični mirakel v treh nizih in dveh predahih (prva uprizoritev: SSG Trst, 1983, knjižna izdaja 1991) (COBISS)
- Osvoboditev Skopja (revijalna objava 1977, knjižna izdaja 1981) (COBISS)
- 3 TV-igre (Avtostop; Še vedno ga ljubim; Sobota dopoldan) (COBISS) (knjižna izdaja 1978)
- Karamazovi (prva uprizoritev 1980, knjižna izdaja 1981) (COBISS)
- Hladna vojna babice Mraz (prva zabeležena uprizoritev 1982)
- Sonce za dva (TV drama, 1987, scenarij) (COBISS)
- Viktor ali dan mladosti: post meščanska drama v treh dejanjih: (jugo-improvizacija na temo "Victor ou les enfants au pouvoir" R. Vitraca) (prva uprizoritev 1989, knjižna izdaja 1991) (COBISS)
- Jasnovidka ali Dan mrtvih (pankrtska igra z žanrskimi motnjami) (prva uprizoritev 1989, knjižna izdaja 1988) (COBISS)
- Zid, jezero: celovečerna enodejanka (prva uprizoritev 1989, knjižna izdaja 1991: Zid, jezero in druge igre (Žrtve mode bum bum; Vojaška skrivnost; Sonce za dva; Zid, jezero; Viktor ali dan mladosti; Don Juan na psu - 301 str.)  (COBISS)
- Don Juan na psu (prva zabeležena uprizoritev 1990, knjižna izdaja 1990) (COBISS)
- Antigona (stavki iz enih glav za druga usta): radijska igra (prva uprizoritev 1996, knjižna izdaja 1997; vsebuje tudi prevod v franc.: Antigone: phrases de certaines têtes pour d'autres bouches: pièce radiophonique (COBISS)
- Uganka korajže: gledališki komad v treh stavkih: Pogum, Strah, Nekaj tretjega (prva uprizoritev 1994, knjižna izd. 1997) (COBISS)
- Kdo to poje Sizifa: glasbena drama v treh delih (prva uprizoritev 1997, knjižna izdaja 1997)
- Balkanska trilogija: Antigona; Uganka korajže; Kdo to poje Sizifa (151 str.; spremna beseda Taras Kermauner) (COBISS)
- Karajan C (prva uprizoritev 1998, knjižna izdaja 2004) (COBISS)
- Tudi policaje tresejo, mar ne? (prva zabeležena uprizoritev 1998)
- Klinika Kozarcky (alko-komedija) (prva uprizoritev 1999, knjižna izdaja 2004) (COBISS)
- Ekshibicionist (prva uprizoritev 2001, knjižna izdaja 2004) (COBISS) (prvotno pod psevdonimom O. J. Traven)
- Klinika Kozarcky (2003)
- Karajan C; Klinika Kozarcky; Ekshibicionist: drame (knjižna izdaja, 2004)
- Hlapci, Dogodek v mestu Gogi, Vrnitev Blažonovih, Vojaška skrivnost (2004)
- Spovedi (prva zabeležena uprizoritev 2009)
- Bobby in Boris: igra (2012)
- Boris, Milena, Radko (prva uprizoritev 2013, knjižna izdaja 2013, elektronska 2015: Boris, Milena, Radko in druge igre) (COBISS)

- Tumor v glavi! (Jovo na novo) (2017)
- Zid, jezero: celovečerna enodejanka (2017)
- Avto stop (2018, avtor)
- Žrtve radia BUM BUM (2018, avtor besedila)
- Otroci na oblasti /Power to the Children (2019)

### Esejistika
(proti koncu 90. let dvajsetega stoletja se je uveljavil tudi kot kolumnist in esejist)
- Paberki: spremna beseda Andrej Inkret (1996) (COBISS)
- Moški, ženska: Pisma (z Manco Košir, 2000; ponatis v Žepnicah, MK, 2007) (COBISS)
- Sobotna knjiga (2005) (COBISS)
- Svet je drama (2007) (COBISS)
- Razodetja (2009)
- Na stara leta sem vzljubil svojo mamo (2018; spominsko-avtobiografski esej)

### Poezija
- pesniška zbirka Nisem (2011)

### Priročnik
- Dramsko pisanje (2015; spremna beseda Saša Pavček)

### Antologija
- Proti toku: čitanka (250 str., izbor, ureditev in spremna beseda Matej Bogataj, 2011)

## Režije
- Friedrich Schiller, Spletke in ljubezen, MGL (1980)
- Rudi Šeligo, Ana, Slovensko mladinsko gledališče in Centar za kulturno djelatnost Zagreb (1984)
- Ivo Svetina, Lepotica in zver, Slovensko mladinsko gledališče, Ljubljana (1985)
- Dušan Jovanović, Blodnje, Slovensko mladinsko gledališče, Ljubljana (1986)
- Ivan Cankar, Za narodov blagor, SSG Trst (1986)
- William Shakespeare, Tit Andronik, Shakespearefest, Subotica (1986)
- Rudi Šeligo, Slovenska savna, Slovensko mladinsko gledališče, Ljubljana (1987)
- Branislav Nušić, Sumljiva oseba, SSG Trst (1987)
- Primož Kozak, Afera, SSG Trst (1988)
- Anton Pavlovič Čehov, Striček Vanja, SSG Trst (1988)
- Dušan Jovanović, Zid, jezero, SNG Drama Ljubljana (1989)
- Dušan Jovanović, Don Juan na psu, SNG Drama Ljubljana (1990)
- Eugene O'Neill, Dolgega dneva potovanje v noč, SSG Trst (1991)
- Sam Shepard, Pokopani otrok, PDG Nova Gorica (1992)
- Luigi Pirandello, Kaj je resnica, MGL (1992)
- William Shakespeare, Kralj Lear, koprodukcija Cankarjevega doma, SNG Drame Ljubljana in MGL (1992)
- Brian Friel, Ples v avgustu, SNG Drama Ljubljana (1993)
- Roger Vitrac, Volkodlak, PDG Nova Gorica (1993)
- Jean Baptiste Poquelin Moliere, Ljudomrznež, PDG Nova Gorica (1994)
- Anton Pavlovič Čehov, Galeb, Mestno gledališče ljubljansko (1994)
- Dušan Jovanović, Kdo to poje Sizifa, SNG Drama Ljubljana /1997)
- Nikolaj Vasiljevič Gogolj, Revizor, SNG Drama Ljubljana (1997)
- Dušan Jovanović, Klinika Kozarcky, SSG Trst (1999)
- Samuel Beckett, Čakajoč Godota, SNG Drama Ljubljana (2000)
- William Shakespeare, Romeo in Julija, SNG Drama Ljubljana (2002)
- Margaret Edson, Um, Drama SNG Maribor (2003)
- Pierre de Marivaux, Volilo, Gledališče Koper (2003)
- William Shakespeare, Troilus in Kresida, SLG Celje (2003)
- David Edgar, Oblika mize, SNG Nova Gorica (2004)
- William Shakespeare, Julij Cezar, MGL (2004)
- Dale Wassermann, Let nad kukavičjim gnezdom, SLG Celje (2005)
- Lev Nikolajevič Tolstoj, Ana Karenina, SNG Drama Ljubljana (2006)
- Tennessee Williams, Mačka na vroči pločevinasti strehi, Drama SNG Maribor (2006)
- Miroslav Krleža, Gospoda Glembajevi, SNG Nova Gorica (2006)
- Jean Baptiste Poquelin Molière, Tartuffe, SNG Drama Ljubljana (2007)
- Andrej Hieng, Osvajalec, SNG Drama Ljubljana (2008)
- Branislav Nušić, Gospa ministrica, SNG Nova Gorica (2008)
- Janez Janša, Dušan Jovanović, Spomenik G (Rekonstrukcija predstave EG Glej iz leta 1972), r. Janez Janša, Dušan Jovanović, Maska Ljubljana in Mestno gledališče ljubljansko (2009)
- Spovedi, avtorski projekt, Anton Podbevšek Teater (2009)
- Ivor Martinić, Drama o Mirjani in tistih okrog nje, Mestno gledališče ljubljansko (2010)
- Friedrich Dürrenmatt, Obisk stare gospe, SNG Nova Gorica (2010)
- Evgen Car, Štorklje umirajo, Gledališče Koper (2011)
- Ödön von Horváth, Don Juan se vrne iz vojne, MGL (2011)
- Dušan Jovanović/ Mitja Čander/ Eva Mahkovic, Bobby in Boris, SNG Drama Ljubljana (2012)
- Dušan Jovanović, Vesna Milek, Svetlana Slapšak, Krojači sveta, SNG Nova Gorica (2012)
- Igor Bojović, Obuti mačkon, Lutkovno gledališče Ljubljana (2012)
- Dušan Jovanović, Boris, Milena, Radko, SNG Drama Ljubljana (2013)

### Vloge v filmu in filmi o njem
- Delanje Leara -  dokumentarni film Damjana Kozoleta (1993)
- Ne/znani oder - Premiere (1997)
- Šepet iz naslonjača (1997)
- Ne/znani oder : Pantomima, Um (Dušan Jovanović) gledališki TV-dokumentarec (2003)
- Quick View - študijski projekt (2005)
- dokumentarni TV-film Slavka Hrena Gledališka žival : portret Dušana Jovanovića (2006)
- film Jonasa Žnidaršiča Prepisani (2010) - nastopil v 2. epizodi spletne nadaljevanke kot Ciril Arko, najmlajši in najvplivnejši general JLA.
- film Gorana Vojnoviča Piran - Pirano (epizodna vloga)
- film M. Naberšnika Šanghaj (epizodna vloga)
- film Matevža Luzarja Srečen za umret (2012)
- film Mihe Knifica: Štiri stvari, ki sem jih holel početi s tabo (2015) (epizodna vloga - pisatelj)
- Osvoboditev Skopja - makedonski dramski film po predlogi D. Jovanovića (režija Rade in Danilo Šerbedžija, 2016)
- dokumentarni film Rajka Grlića in Matjaža Ivanišina Vsaka dobra zgodba je ljubezenska zgodba (2017) o predstavi Boris, Milena, Radko

## Nagrade in priznanja
- posebna nagrada žirije na Bitefu (Beograd, 1972)
- Borštnikova diploma za režijo (W. Gombrowicz Ivona, princesa Burgundije, SLG Celje) (1973)
- Borštnikova nagrada za režijo (D. Jovanović Žrtve mode bum-bum, Slovensko mladinsko gledališče Ljubljana) (1975)
- Borštnikova nagrada za najboljšo uprizoritev v celoti (D. Jovanović Žrtve mode bum-bum, SMG) (1975)
- Borštnikova nagrada za najboljšo uprizoritev v celoti (R. Šeligo Čarovnica iz Zgornje Davče, SLG Celje) (1978)
- Nagrada Prešernovega sklada za režijo Kralja na Betajnovi v MGL (1979)
- Borštnikova nagrada za režijo (I. Cankar Kralj na Betajnovi, MGL) (1979)
- Grumova nagrada za najboljše novo izvirno besedilo Karamazovi (1980)
- Borštnikova nagrada za režijo (F. Schiller Spletka in ljubezen, MGL) (1980)
- Borštnikova nagrada za režijo (I. Cankar Za narodov blagor, SSG Trst) (1987)
- Borštnikova nagrada za najboljšo uprizoritev v celoti (D. Jovanović Zid, jezero, SNG Drama Ljubljana) (1989)
- Prešernova nagrada za dramski in režijski opus v zadnjih letih (1990)
- Grumova nagrada za najboljše novo izvirno besedilo Zid - jezero (1990)
- Borštnikova nagrada za režijo (D. Jovanović Don Juan na psu, SNG Drama Ljubljana) (1991)
- Grumova nagrada za najboljše novo izvirno besedilo Antigona (1994)
- Borštnikova nagrada za režijo (S. Beckett Čakajoč Godota, SNG Drama Ljubljana) (2000)
- Grumova nagrada za dramo Eksibicionist (psevdonim O . J. Traven)
- Borštnikova nagrada za najboljšo uprizoritev v celoti (M. Proust/H. Pinter/D. Trevis Iskanje izgubljenega časa, SNG Drama Ljubljana) (2004)
- Rožančeva nagrada za zbirko esejev Svet je drama (2008)
- Zlati red za zasluge Republike Slovenije za ustvarjalni opus in bogatitev slovenske kulture, zlasti gledališča, ter njeno prepoznavnost v svetu (2009)